# جامعة ملبورن

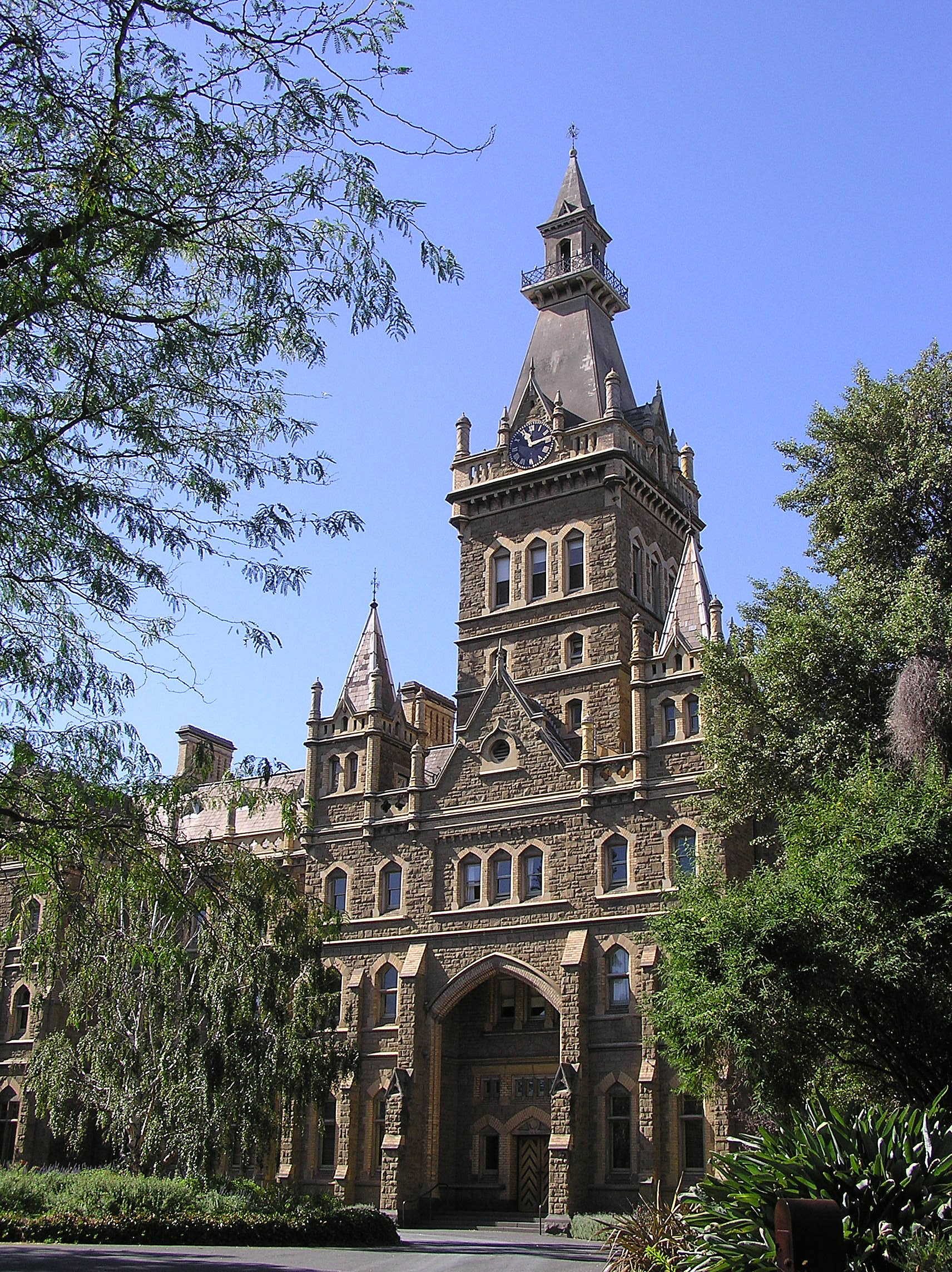
كلية أورموند

جامعةَ ملبورن هي جامعة عامة واقعة في فيكتوريا في مدينة ملبورن في أستراليا. تعتبر هذه الجامعةَ ثاني أقدم جامعة في أستراليا والأقدم في فيكتوريا حرمها الجامعي الرئيس الواقع في باركفيل الضاحية الداخلية في شمال ملبورن. هذه الجامعة هي عضو أستراليا ل «مجموعة الثمانية» أو مجموعة اللوبي والمجموعةِ الشكليةِ لجامعاتِ الحجر الرملي.
جامعة ملبورن مصنفة بين الجامعاتِ العليا في أستراليا والعالم. تستوعب حوالي 44,000 طالبِ وهي مدعومة من قبل تقريباً 7,000 موظف (بدوام كامل أَو جزئي).
في 15 نوفمبر 2005، أعلنت الجامعة عن خطة إستراتيجية بعنوان «احترام مُتزايد». الجامعة ستدعم نشاطاتَها الثلاثة الرئيسة — البحث والتَعَلّم والمعرفة — لكي تصبح واحدة من أفضل مؤسساتِ العالمَ. وفي 2008، قدّمتْ الجامعةَ نموذجَ ملبورن الجدالي التي عن مجموعة من الممارساتِ المُخْتَلِفةِ في الجامعاتِ الأمريكية والأوربيةِ، التي تَقُولُ أن الجامعةَ ستجعلُ من نفسها متسقة مع اتفاقيةِ بولوجنا حيث تضْمنُ أن درجاتَها لَها اعتراف دولي.الأستاذ جلين ديفيس أي سي هو وكيلُ الجامعة الحالي.